# Yên Sơn, Yên Châu
Yên Sơn là một xã thuộc huyện Yên Châu, tỉnh Sơn La, Việt Nam.
Xã có diện tích 45,96 km², dân số năm 1999 là 3439 người, mật độ dân số đạt 75 người/km².